# Natività della Vergine (Pietro Lorenzetti)

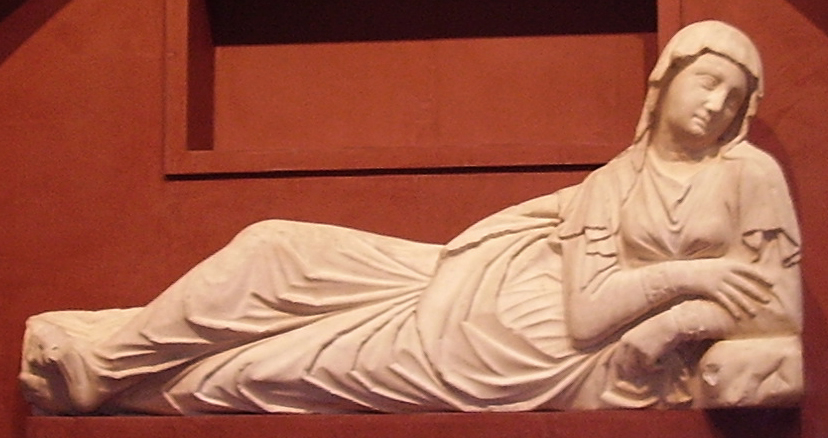
La Madonna della Natività di Arnolfo di Cambio, Museo dell'Opera del Duomo di Firenze

La Natività della Vergine è un dipinto a tempera su tavola (187 × 182 cm) di Pietro Lorenzetti, databile al 1335-1342 e conservato nel Museo dell'Opera del Duomo di Siena. È l'ultima opera documentata dell'artista. 

## Storia
La tavola, dipinta nella fase matura dell'artista, faceva parte del ciclo di tavole sulle storie di Maria per gli altari del Duomo di Siena, commissionate tra gli anni trenta e quaranta del XIV secolo, e decorava l'altare di San Savino. Di questo ciclo fanno parte anche l'Annunciazione di Simone Martini e la Presentazione di Gesù al Tempio di Ambrogio Lorenzetti, fratello di Pietro. 
La pala venne commissionata nel 1335, come ricorda la documentazione, ma consegnata solo nel 1342, a giudicare dalla firma. Alla pala, oggi smembrata, doveva appartenere una predella con Episodi della vita di san Sabino, di cui si conserva una tavola presso la National Gallery di Londra. 
Lo stile di Ambrogio in quel periodo sembra influenzare anche il fratello maggiore Pietro, che stempera la monumentalità del giottismo in ricerche più attente alla realtà e alla luce.

## Descrizione e stile
L'opera è un trittico, ma la superficie pittorica è trattata in modo straordinariamente originale per quell'epoca, come se si trattasse di un'unica scena senza soluzione di continuità, ambientata in una stanza coperta da volte che ricalcano la forma della pala, con due pilastri che altro non sono che i bordi di separazione dei tre pannelli. La scena è così divisa in tre ambienti illusionisticamente contigui, due dei quali appartenenti alla stanza principale e uno, a sinistra, dove aspetta trepidante Gioacchino, il padre di Maria, con un anziano ed un giovane. Qui inoltre la presenza di un arco e di una lunetta aperti permettono di vedere oltre, dove si trova un cortile porticato di uno stupendo palazzo gotico.
Lo spazio è composto in maniera prospettica, con un preciso sistema di piani ortogonali, anche profondi, che sfruttano più punti di vista, raccordandosi in maniera ardita. La parte destra soprattutto tende ad aprirsi in profondità, invece di ridursi, secondo un effetto "a ventaglio", che assicura maggiore spazio alle figure laterali. Lo scomparto sinistro invece spicca per la profondità maggiore rispetto alla stanza al centro, con un arco sulla parete di fondo oltre il quale si intravedono, in un vero sfoggio di virtuosismo, gli archi e le bifore di un cortile intonacato di un rosa delicato. 
L'interno domestico però non si riduce ad una fredda struttura architettonica, anzi le figure vi si muovono a proprio agio ed i dettagli di mobilio e suppellettili sono curatissimi, dalle mattonelle del pavimento alle stelline dipinte sulle volte a crociera, dagli asciugamani ricamati, alle decorazioni dipinte sugli oggetti. Sant'Anna è sdraiata sul letto, un tipico letto a cassone medievale con lenzuola bianche e una coperta a scacchi, davanti ad una tenda bianca, mentre due donne l'assistono e altre due stanno lavando la bambina, in primo piano. Una dama vestita di rosso, tagliata in due dal finto pilastro, parla con la donna distesa e tiene in mano un ventaglio di paglia bianca e nera, finemente intrecciato. 
Le figure, isolate e ben definite nel volume grazie alle sfumature delle luci sui panni colorati che le avvolgono, hanno la solennità delle opere di Giotto, ma la minuta attenzione al dettaglio e l'atmosfera quotidiana richiamano più le miniature transalpine. Secondo Enzo Carli, la sant'Anna ricorderebbe la Madonna della Natività di Arnolfo di Cambio già in una lunetta della facciata di Santa Maria del Fiore: innegabile è comunque una certa presenza scultorea della santa sdraiata, soprattutto nelle gambe, sopra le quali si tende elastica la veste, generando pieghe in cui si affossano le ombre. A Giotto farebbe invece pensare la figura naturale della levatrice che versa l'acqua con la brocca, ruotata di tre quarti offrendo le spalle.